# Класна кімната (Apple)
Classroom — це програма для iPadOS, розроблена компанією Apple Inc., яка дозволяє вчителям переглядати, дистанційно керувати та передавати файли учням у їхніх класах. Додаток дозволяє вчителям призначати завдання для учнів.